# マゼランチドリ
マゼランチドリ（マゼラン千鳥、Magellanic Plover、Pluvianellus socialis）は、鳥類チドリ目マゼランチドリ科 Pluvianellidae の唯一の属マゼランチドリ属 Pluvianellus の唯一の種である。

## 系統と分類
サヤハシチドリ科 Chionididae と姉妹群である。
以前はチドリ科 Charadriidae に分類されてきたが、生態は特異であり、分子系統により系統的に離れていることが判明したため新科に分離された。
Sibley分類では、チドリ下目（ほぼチドリ目に相当）チドリ小目サヤハシチドリ上科に、サヤハシチドリ科と共に属していた。

## 分布
南米大陸の、主にアルゼンチン・チリの北部に生息する。

## 形態
体長約19-22センチメートル。喉と腹が白く、嘴は黒い。足はピンク色。

## 生態
総数が1000にも満たないと言われるほどに個体数が少ない。
淡水または汽水域の浅瀬に巣を作り、岸辺に沿った300-500メートルの帯状のなわばりを持つ。足で地面を引っ掻いて餌を探す。
長距離の渡りはしない。
繁殖形態は卵生。灰色の卵を2個産み、雌雄で協力して抱卵する。他のチドリ科とは異なり雛には親鳥が嘴で反芻した食べ物を与える。